# Vallvidrera, el Tibidabo i les Planes
Vallvidrera, el Tibidabo i les Planes es un barrio del distrito barcelonés de Sarriá-San Gervasio. Este barrio agrupa las áreas de Vallvidrera, el Tibidabo y les Planes. Es uno de los barrios con más extensión de Barcelona, situado en la sierra de Collserola.